# João Virgínia
João Manuel Neves Virgínia (ur. 10 października 1999 w Faro) – portugalski piłkarz występujący na pozycji bramkarza w portugalskim klubie Sporting CP oraz w reprezentacji Portugalii do lat 21. Wychowanek Benfiki, w trakcie swojej kariery grał także w takich zespołach, jak Everton oraz Reading.